# 2021 chez Disney
Cet article présente la liste des évènements de la Walt Disney Company ayant eu lieu en 2021.

## Événements

### Février
- 9 février 2021, Disney annonce la fermeture de Blue Sky Studios en raison de la baisse d'activités liée à la pandémie de Covid-19, annulant au passage la sortie de la dernière production Nimona[1].
- 23 février : lancement de Star, en Europe, Australie et Nouvelle-Zélande.

### Mars
- 3 mars 2021, Disney annonce la vente de sa participation dans la chaîne allemande Super RTL[2].

### Juin
- 4 juin 2021, sortie de Raya et le Dernier Dragon sur Disney+.
- 16 juin, sortie de Luca aux Pays-Bas.

### Août
- 6 août 2021, Mediacom prolonge un contrat pluriannuel de diffusion avec Disney Media Distribution et propose ACC Network en plus des chaînes comme ESPN, FX et National Geographic[3].
- 12 août 2021, Disney annonce avoir exercé ses droits et prévoit d'acheter la participation de 10 % de la NHL dans BAMTech pour 350 millions d'USD avant fin septembre et la participation restante de 15 % de la MLB serait prévue en 2022[4].

### Octobre
- 1er octobre 2021, ouverture officielle de l'attraction Remy's Ratatouille Adventure à Epcot[5].